# Alberto Lopo
Alberto Lopo García (* 5. Mai 1980 in Barcelona) ist ein spanischer Fußballspieler, der bei Deportivo La Coruña unter Vertrag steht.

## Karriere
Der Katalane Lopo stammt aus der Jugend des Espanyol Barcelona, dem Lokalrivalen des FC Barcelona. Dort spielte er ab 1999 in der Abwehr. 2006 wechselte er zu Deportivo La Coruña, wo er durch mehrere kleinere Verletzungen zurückgeworfen wurde. Dennoch gehört Lopo zum Stammpersonal des Teams aus Galicien.
Lopo spielt ebenfalls für die Katalanische Fußballauswahl.
Mit 162 gelben Karten (Stand Februar 2018) hielt Lopo einige Zeit den Rekord für die meisten gelben Karten in der Primera Division, bevor dieser durch Sergio Ramos eingestellt wurde.